# Жил
Жил (фр. Gilles) насеље је и општина у централној Француској у региону Центар (регион), у департману Ер и Лоар која припада префектури Дре.
По подацима из 2011. године у општини је живело 561 становника, а густина насељености је износила 77,27 становника/km². Општина се простире на површини од 7,26 km². Налази се на средњој надморској висини од 98 метара (максималној 166 m, а минималној 82 m).

## Демографија
| 1962. | 1968. | 1975. | 1982. | 1990. | 1999. | 2011. |
| ----- | ----- | ----- | ----- | ----- | ----- | ----- |
| 227   | 256   | 307   | 319   | 445   | 540   | 561   |

График промене броја становника у току последњих година